# 小職員週記
《小職員週記》（日语：総務部総務課山口六平太，直譯為《總務部總務課山口六平太》）是在日本青年漫畫雜誌《Big Comic》（小學館）從1986年開始，至2016年22號為止連載有30年的上班族題材漫畫。單行本總共81冊。作者是林律雄、漫畫由高井研一郎繪製。並且有時候會在作品標題下方加入“上班族的應援歌”作為副標題。而《小職員週記》這個名稱是尖端出版正式取得授權時的譯名。
該作品曾在1988年7月至8月播出全15回的電視劇。

## 概要
1986年開始在小學館青年雜誌《Big Comic》12號開始連載有30年，至2016年22號為止沒有一次休載。內容描寫一間純屬虛構的汽車公司·大日汽車的總務部總務課為故事舞台、發生在“超級總務人”山口六平太的生活周遭日常漫畫，本作品的單行本銷售量超過1100萬冊（2005年為紀念單行本發行到第50冊，其作品標題的文字顏色改用金色）。
另外，連載期間曾經在《Big Comic》的姊妹誌《Big Comic增刊號》發表番外篇（衍生作品）《總務部總務課有馬係長》（そうむぶそうむかありまかかりちょう）至2006年為止有一次標提名為《總務部總務課今西課長》（そうむぶそうむかいまにしかちょう）（內容描寫以有馬和今西課長為主角，六平太未在這裡出場的日常）。

### 連載突然終了與後續
2016年11月14日，負責作畫的高井研一郎因肺炎去世，原作者林律雄在同年11月10日發行《Nig Comic》22號表示決定連載至第731話「鬍子談義（ヒゲ談義）」終了，並在次號（23號）發表高井的追悼文。之後同樣在《Nig Comic》24號收錄了該作品的原作者與多位漫畫家（有北見健一、古谷三敏（兩位與高井都擔任過赤塚不二夫的助手）、齋藤隆夫、千葉徹彌、森田拳次、小山由等人）及電影導演山田洋次的追思文。在那之後，從《Nig Comic》2016年24號開始至2017年2號發表總共3回的高井&林自選傑作集收錄作品。2017年1月30日，單行本最終冊第81冊發行，與雜誌上發表不一樣的是，成為絕筆的第731話標題後來改成「永遠的六平太」，同時在後記追加新的追思文。

## 電視劇
1988年7月25日至8月12日（每週一至週五）在NHK綜合的「銀河電視小說」時段（22時20分－22時40分）首播，全15回（每回20分鐘）。

### 演員
- 山口六平太：堤大二郎
- 有馬貴臣：高田純次（日语：高田純次）
- 今西欣治：早崎文司（日语：早崎文司）
- 小山真弓：久本雅美
- 三井京子：秋田久美子
- 村木賢吉：林家小不平（今名第9代林家正藏）（日语：林家正蔵 (9代目)）
- 宮本桃子：中田喜子（日语：中田喜子）
- 田川耕筰：金子信雄（日语：金子信雄）
- 吉沢小夜子：星洋子（日语：星洋子）
- 片岡孝夫：涉谷天笑（日语：渋谷天外 (3代目)）

等

### 製作人員
- 原作：林律雄（原作）／高井研一郎（作畫）《總務部總務課山口六平太》（小學館《Big Comic》連載）
- 腳本：仲倉重郎
- 製作：小山正樹
- 演出 ：諏訪部章夫、佐藤滿壽哉
- 製作、著作：NHK

## 外部連載
- 總務部總務課山口六平太－電視劇資料庫 （页面存档备份，存于）（日語）